# David Brophy
David Brophy (* 9. Juni 1990 in Caldercruix, Schottland) ist ein britischer Profiboxer im Supermittelgewicht und aktueller Commonwealth-Meister.

## Karriere
Brophy debütierte im Jahre 2011 erfolgreich. Er absolvierte in jenem Jahr vier Kämpfe, die er alle nach Punkten gewann. Bereits in seinem 5. Kampf boxte er gegen Lee Noble nur unentschieden.
2016 boxte Brophy gegen seinen Landsmann und späteren WBA-Weltmeister George Groves (auch aktueller WBA-Weltmeister) um den vakanten internationalen Titel der WBA in einem auf zwölf Runden angesetzten Fight und ging bereits in Runde 4 klassisch k.o. Diese schwere Niederlage warf Brophy jedoch nicht zurück; er meldete sich noch im selben Jahr mit einem T.-K-.o-Sieg in Runde 2 über Kelvin Young zurück. Am 20. Januar des darauffolgenden Jahres siegte er gegen den Litauer Kiril Psonko über sechs Runden einstimmig nach Punkten und nur zwei Monate später gegen den bis dahin noch ungeschlagenen Australier Zac Dunn in einem auf zwölf Runden angesetzten Kampf in Runde 7 durch T.K.o. Dieser Sieg brachte ihm den Commonwealth-Gürtel ein. Diesen Titel muss er Ende September 2017 gegen den britischen Meister (BBBofC) Rocky Fielding verteidigen. Fieldings BBBofC-Titel steht dabei auch auf dem Spiel.